# 4 sierpnia
4 sierpnia jest 216. (w latach przestępnych 217.) dniem w kalendarzu gregoriańskim. Do końca roku pozostaje 149 dni.

## Święta
- Imieniny obchodzą: Arystarch, Franciszek, Fryderyk, Jan, Justyn, Krescencjusz, Krescens, Krescenty, Maria, Mironieg, Perpetua, Pęcisław, Pęcisława, Pękosław, Prokop, Rajner, Tertulian i Tertuliana.
- Burkina Faso – Święto Rewolucji
- Salwador – 1. dzień Festiwalu San Salvador
- Wspomnienia i święta w Kościele katolickim[1][2] obchodzą:
  - św. Arystarch (postać biblijna) (uczeń św. Pawła)
  - bł. Fryderyk Janssoone (prezbiter)[3]
  - św. Jan Maria Vianney (prezbiter)
  - św. Perpetua (męczennica rzymska), matka św. Nazariusza

## Wydarzenia w Polsce
- 1260 – Papież Aleksander IV wydał bullę przyznającą prawo organizowania w Gdańsku dorocznych jarmarków św. Dominika.
- 1392 – Król Władysław II Jagiełło i jego brat stryjeczny Witold Kiejstutowicz zawarli ugodę w Ostrowie.
- 1531 – W trakcie wojny z Mołdawią o Pokucie wojska polskie zdobyły zamek w Gwoźdźcu.
- 1648 – Kozacy pod wodzą Maksyma Krzywonosa zajęli zamek w Barze podczas powstania Chmielnickiego.
- 1651 – Wojska Wielkiego Księstwa Litewskiego pod dowództwem Janusza Radziwiłła zdobyły Kijów.
- 1792 – Ukazało się ostatnie wydanie „Gazety Narodowej i Obcej”.
- 1863 – Powstanie styczniowe: zwycięstwo powstańców w II bitwie pod Chruśliną.
- 1914:
  - I wojna światowa: artyleria niemiecka rozpoczęła ostrzał Kalisza.
  - We Lwowie założono Związek Wyzwolenia Ukrainy.
- 1920 – Założono Śląski Związek Piłki Nożnej.
- 1924 – Uzbrojony oddział sowiecki napadł w nocy z 3 na 4 sierpnia na Stołpce w województwie nowogródzkim.
- 1942 – Likwidacja tzw. „małego getta” w radomskiej dzielnicy Glinice.
- 1944:
  - 4. dzień powstania warszawskiego: dowodzenie siłami niemieckimi zwalczającymi powstanie przejął SS-Obergruppenführer Erich von dem Bach-Zelewski.
  - Armia Czerwona zdobyła Sędziszów Małopolski.
  - Zwycięstwo partyzantów z AK i BCh nad oddziałem Wehrmachtu w bitwie pod Skorzowem na Kielecczyźnie.
- 1947 – Przed Wojskowym Sądem Rejonowym w Warszawie rozpoczął się proces pokazowy oskarżonych na podstawie sfingowanych dowodów o działalność wywiadowczą redaktora naczelnego „Gazety Ludowej” Zygmunta Augustyńskiego, ks. Leona Pawliny i byłego funkcjonariusza UBP Zygmunta Maciejca.
- 1958 – Premiera filmu Ostatni dzień lata w reżyserii Tadeusza Konwickiego.
- 1989 – W Chorzowie i Poznaniu rozpoczęły się kongresy międzynarodowe „Prawdziwa pobożność” Świadków Jehowy.
- 2003 – Powstał Krajowy Rejestr Długów.

## Wydarzenia na świecie

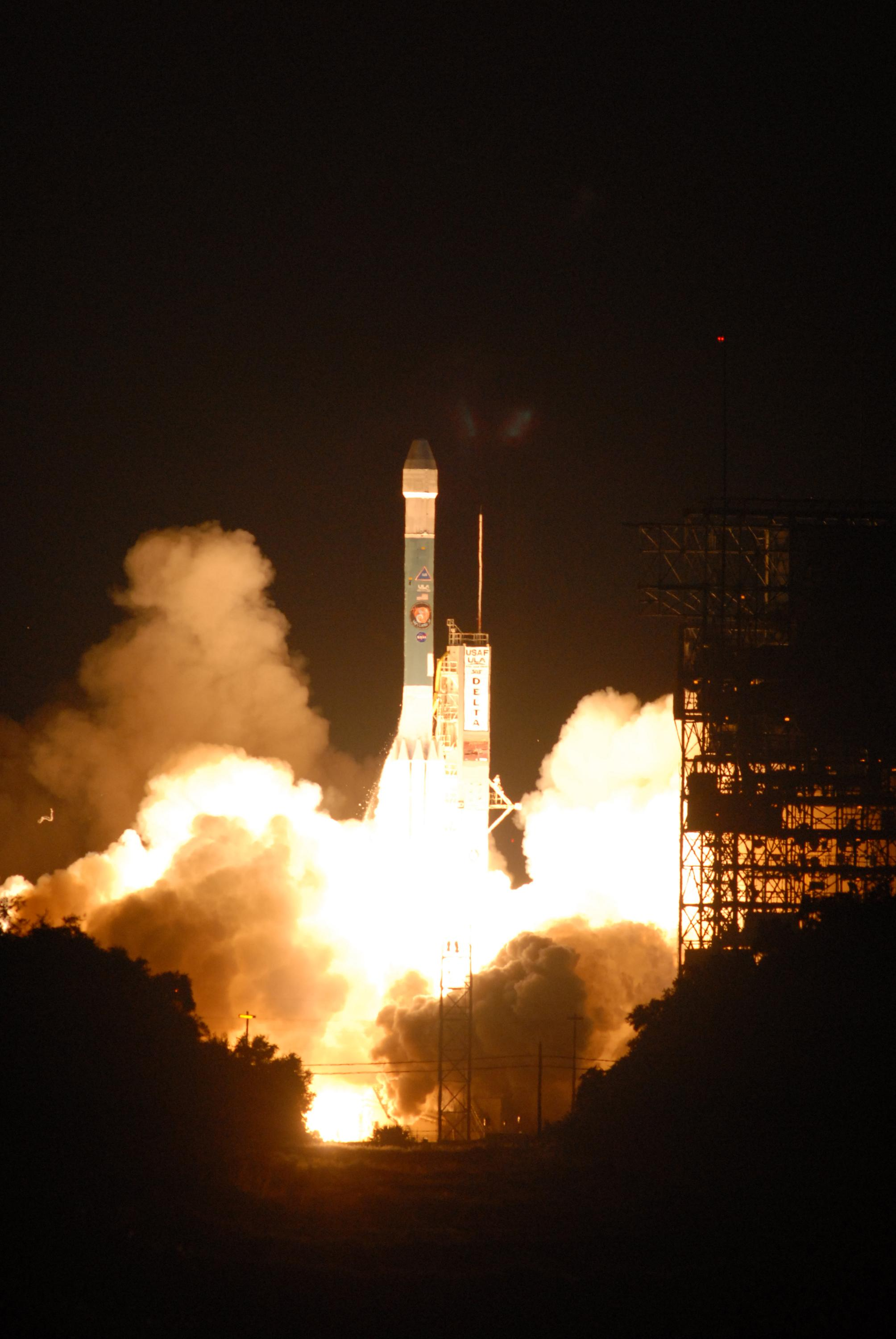
Rakieta Delta II wynosi w przestrzeń kosmiczną marsjański lądownik Phoenix (2007)

- 70 – Wojska rzymskie pod wodzą Tytusa Flawiusza zajęły i splądrowały podczas oblężenia miasta Świątynię Jerozolimską.
- 367 – Przyszły cesarz rzymski Gracjan otrzymał tytuł Augusta.
- 1060 – Filip I został królem Francji.
- 1181 – W gwiazdozbiorze Kasjopei zaobserwowano wybuch supernowej SN 1181.
- 1265 – Druga wojna baronów: wojska królewskie pokonały zbuntowanych baronów w bitwie pod Evesham.
- 1306 – W Ołomuńcu został zamordowany król Czech i niekoronowany król Polski Wacław III.
- 1327 – I wojna o niepodległość Szkocji: zwycięstwo wojsk szkockich nad angielskimi w bitwie pod Stanhope Park.
- 1427 – W bitwie pod Tachovem armia husytów pod wodzą Prokopa Wielkiego pokonała wojska cesarskie.
- 1444 – W Segedynie król Polski i Węgier Władysław III Warneńczyk za namową legata papieskiego Juliana Cesariniego zerwał zawarty kilka dni wcześniej pokój i ogłosił wznowienie wojny z Turcją. Podjęta wbrew opiniom doradców decyzja zakończyła się klęską armii węgiersko-polskiej i śmiercią króla w bitwie pod Warną 10 listopada tego roku.
- 1496 – Założono Santo Domingo, dzisiejszą stolicę Dominikany.
- 1532 – Król Franciszek I Walezjusz przyłączył lenno Bretanii do Francji.
- 1578 – Wojna portugalsko-marokańska: klęska wojsk portugalskich w bitwie pod Alcácer-Quibir, w czasie której zaginął król Sebastian I Aviz, którego ciała nie odnaleziono. Nowym królem został Henryk I Kardynał.
- 1666 – II wojna angielsko-holenderska: rozpoczęła się bitwa morska pod North Foreland, zakończona następnego dnia zwycięstwem floty angielskiej.
- 1701 – Podpisano wielki pokój montrealski kończący wojnę między Irokezami a kolonistami z Nowej Francji, wspieranymi przez Algonkinów i Odżibwejów.
- 1704 – Wojna o sukcesję hiszpańską: Gibraltar został zajęty przez wojska brytyjskie.
- 1737 – VII wojna austriacko-turecka: zwycięstwo wojsk tureckich w bitwie pod Banja Luką.
- 1763 – Powstanie Pontiaka: rozpoczęła się wygrana przez wojska brytyjskie bitwa pod Bushy Run.
- 1770 – Nad brzegiem rzeki Endeavour w Australii kapitan James Cook nadał nazwę „kangooroo” nowo odkrytemu zwierzęciu.
- 1782 – Wolfgang Amadeus Mozart poślubił śpiewaczkę Constanze Weber.
- 1783 – W wyniku erupcji wulkanu Asama na japońskiej wyspie Honsiu zginęło ok. 1400 osób.
- 1789 – Rewolucja francuska: Konstytuanta zniosła przywileje feudalne i ustanowiła równość polityczną obywateli.
- 1790 – Utworzono Straż Wybrzeża Stanów Zjednoczonych.
- 1791 – Podpisano pokój turecko-austriacki w Swisztowie.
- 1796 – I koalicja antyfrancuska: zwycięstwo wojsk francuskich nad austriackimi w bitwie pod Lonato.
- 1814 – Wojna norwesko-szwedzka: zwycięstwo wojsk szwedzkich w bitwie pod Fredrikstadt.
- 1815 – Valais ostatecznie przystąpiło do Konfederacji Szwajcarskiej jako jej kanton.
- 1818 – Poeta Antoni Malczewski jako pierwszy Polak zdobył Mont Blanc, najwyższy szczyt Alp i Europy.
- 1834 – Barthélémy de Theux de Meylandt został premierem Belgii.
- 1845:
  - 399 osób zginęło w wyniku zatonięcia żaglowca „Cataraqui” u wybrzeży tasmańskiej wyspy King. Była to największa w historii Australii katastrofa morska.
  - Na dworzec w Pradze wjechał pierwszy pociąg parowy.
- 1870 – Wojna francusko-pruska: wojska pruskie wkroczyły do Alzacji.
- 1879 – Papież Leon XIII ogłosił encyklikę Aeterni Patris.
- 1881 – Temperatura w Sewilli osiągnęła 50 °C. Była to prawdopodobnie najwyższa temperatura w historii Hiszpanii i Europy.
- 1897 – W Hiszpanii odkryto pochodzącą z około 400–300 roku p.n.e. rzeźbę Dama z Elche.
- 1902 – W londyńskiej dzielnicy Greenwich otwarto tunel pieszy pod Tamizą.
- 1903 – Giuseppe Melchiorre Sarto został wybrany 257. papieżem i przybrał imię Pius X.
- 1905 – Założono argentyński klub piłkarski Estudiantes La Plata.
- 1906:
  - 442 osoby zginęły w wyniku zatonięcia włoskiego statku pasażerskiego „Sirio” na Morzu Śródziemnym.
  - Zwodowano pierwszy niemiecki okręt podwodny SM U-1.
- 1914 – I wojna światowa:
  - Prezydent USA Woodrow Wilson ogłosił neutralność kraju.
  - Wielka Brytania wypowiedziała wojnę Niemcom po wkroczeniu ich wojsk na terytorium neutralnej Belgii. Początek morskiej blokady Niemiec.
- 1916:
  - I wojna światowa: Liberia wypowiedziała wojnę Niemcom.
  - Dania sprzedała USA południowe Wyspy Dziewicze.
- 1917 – I wojna światowa: u południowego wybrzeża Irlandii zatonął po wybuchu własnej miny niemiecki okręt podwodny SM UC-44. Spośród 30-osobowej załogi uratował się tylko dowódca.
- 1919:
  - Do Budapesztu, w celu likwidacji Węgierskiej Republiki Rad, wkroczyły wojska rumuńskie i czechosłowackie.
  - W Paryżu otwarto Muzeum Rodina.
- 1924 – ZSRR i Meksyk nawiązały stosunki dyplomatyczne.
- 1928:
  - Josef Hoop został premierem Liechtensteinu.
  - Na kongresie w Amsterdamie założono Międzynarodową Amatorską Federację Piłki Ręcznej (IAHF).
  - Zaprezentowano pierwszy samochód osobowy należącej do koncernu Chrysler nieistniejącej już marki DeSoto.
- 1933 – Ukazało się pierwsze wydanie arabskojęzycznego libańskiego dziennika „An-Nahar”.
- 1934 – ZSRR i Bułgaria nawiązały stosunki dyplomatyczne.
- 1936 – Premier Grecji gen. Joanis Metaksas wprowadził stan wyjątkowy, dając tym początek tzw. reżimowi 4 sierpnia.
- 1938 – Wszedł do służby brytyjski myśliwiec Supermarine Spitfire.
- 1944:
  - Risto Ryti ustąpił ze stanowiska prezydenta Finlandii. Nowym prezydentem został marszałek Carl Gustaf Mannerheim.
  - w Amsterdamie Gestapo aresztowało Annę Frank i jej rodzinę.
  - japoński statek „Koshu Maru” został zatopiony w Cieśninie Makasarskiej przez amerykański okręt podwodny USS „Ray”. Zginęły 1540 osoby, w większości robotnicy przymusowi z Jawy.
- 1946:
  - Na Dominikanie trzęsienie ziemi i wywołane nim fale tsunami zabiły co najmniej 100 osób.
  - Zlikwidowano komunikację tramwajową w Tampie na Florydzie.
- 1950:
  - Premiera filmu Bulwar Zachodzącego Słońca w reżyserii Billy’ego Wildera.
  - Wojna koreańska: rozpoczęła się bitwa o tzw. worek pusański.
- 1954:
  - Na styku granic Nigru, Beninu i Burkina Faso utworzono Park Narodowy W.
  - W NRD ustanowiono Order Sztandaru Pracy.
- 1956:
  - Otwarto Zentralstadion w Lipsku.
  - Pod Bombajem w Indiach uruchomiono pierwszy azjatycki reaktor atomowy.
- 1958:
  - Austriacka wyprawa po raz pierwszy w historii zdobyła szczyt siedmiotysięcznika Haramosh w paśmie Karakorum.
  - W pierwszym notowaniu listy przebojów Billboard Hot 100 zwyciężył utwór Poor Little Fool Ricky’ego Nelsona.
- 1961 – Z kosmodromu Vandenberg w Kalifornii wystrzelono satelitę szpiegowskiego Discoverer 28.
- 1964 – Dwa dni po rzekomym ostrzelaniu przez północnowietnamskie kutry torpedowe amerykańskiego niszczyciela USS „Maddox” otworzył on, wraz z niszczycielem USS „Turner Joy”, ogień do niezidentyfikowanego celu radarowego. Oba te zdarzenia, znane jako incydent w Zatoce Tonkińskiej, zostały wykorzystane jako oficjalna przyczyna przystąpienia USA do wojny wietnamskiej.
- 1965 – Nowa Zelandia przyznała samorządność Wyspom Cooka.
- 1966 – W Kingston na Jamajce rozpoczęły się VIII Igrzyska Imperium Brytyjskiego i Wspólnoty Brytyjskiej, po raz pierwszy odbywające się na Karaibach.
- 1969 – Król Libii Idris I abdykował na rzecz swojego bratanka Hasana as-Sanussiego.
- 1972 – 21-letni Arthur Bremer został skazany na 63 lata więzienia za postrzelenie 15 maja tego roku w Laurel w stanie Maryland 4 osób, w tym gubernatora Alabamy George’a Wallace’a, który ubiegał się o nominację Partii Demokratycznej na urząd prezydenta USA.
- 1974 – 12 osób zginęło, a 48 zostało rannych w przeprowadzonym przez włoską organizację neofaszystowską Czarny Porządek zamachu bombowym na pociąg ekspresowy relacji Rzym – Monachium.
- 1975 – Terroryści z Japońskiej Czerwonej Armii wzięli 52 zakładników w ambasadach Szwecji i USA w stolicy Malezji Kuala Lumpur, domagając się uwolnienia przez rząd japoński pięciu aresztowanych członków organizacji.
- 1979 – Francesco Cossiga został premierem Włoch.
- 1981 – Został obalony prezydent Boliwii gen. Luis García Meza Tejada.
- 1983:
  - Bettino Craxi jako pierwszy socjalista został premierem Włoch.
  - W Górnej Wolcie (dziś Burkina Faso) doszło do zamachu stanu, w wyniku którego prezydentem został Thomas Sankara.
- 1984 – Górna Wolta zmieniła nazwę na Burkina Faso.
- 1993 – Strony wojny domowej w Rwandzie zawarły porozumienia w Aruszy.
- 1994 – Parlament Francji przyjął ustawę zobowiązującą do stosowania języka francuskiego w publikacjach rządowych, miejscach pracy, reklamach, publicznych szkołach itp.
- 1995 – Wojna w Chorwacji: wojska chorwackie rozpoczęły operację „Burza”, która miała za zadanie likwidację Republiki Serbskiej Krajiny.
- 1996 – W amerykańskiej Atlancie zakończyły się XXVI Letnie Igrzyska Olimpijskie.
- 1999 – Rada Północnoatlantycka zatwierdziła kandydaturę brytyjskiego ministra obrony George’a Robertsona na stanowisko sekretarza generalnego NATO.
- 2004 – Stanislav Gross został premierem Czech.
- 2005:
  - Ferenc Mádl został prezydentem Węgier.
  - W mieście Szefaram na północy Izraela dezerter z armii izraelskiej Eden Natan-Zada otworzył ogień z pokładu autobusu, zabijając 4 izraelskich Arabów (2 chrześcijan i 2 muzułmanów) i raniąc 22 innych. Gdy przeładowywał broń został obezwładniony i zlinczowany przez świadków.
- 2006 – W stoczni w fińskim Turku został zwodowany największy (wraz z bliźniaczym „Freedom of the Seas”) statek pasażerski na świecie „Liberty of the Seas”.
- 2007 – W kierunku Marsa została wysłana amerykańska sonda Phoenix.
- 2009 – Najwyższy szczyt karaibskiego państwa Antigua i Barbuda (Boggy Peak o wysokości 402 m n.p.m.) w dniu urodzin prezydenta USA Baracka Obamy został przemianowany na Mount Obama.
- 2010 – W Kenii 67% spośród głosujących w referendum opowiedziało się za przyjęciem nowego projektu konstytucji.
- 2013 – Wojna domowa w Syrii: rozpoczęła się bitwa pod Salmą.
- 2015:
  - 16 osób zginęło, a 2 zostały ranne w katastrofie policyjnego śmigłowca Black Hawk w dżungli w północno-zachodniej Kolumbii.
  - 31 osób zginęło, a około 100 zostało rannych w katastrofie kolejowej w dystrykcie Harda w indyjskim stanie Madhya Pradesh.
- 2016 – Pushpa Kamal Dahal został po raz drugi premierem Nepalu.
- 2017:
  - Paul Kagame wygrał po raz czwarty z rzędu wybory prezydenckie w Rwandzie.
  - Teledysk do utworu Despacito Luiza Fonsiego jako pierwszy w historii YouTube osiągnął 3 miliardy wyświetleń.
- 2018:
  - 18 osób zginęło w katastrofie śmigłowca Mi-8 w Igarce w północnej Rosji.
  - 20 osób zginęło w katastrofie zabytkowego samolotu Junkers Ju 52 na zboczu góry Piz Segnas w Szwajcarii.
- 2019 – W barze w Dayton w stanie Ohio 24-letni Connor Betts zastrzelił 9 osób, zranił 26 po czym sam został zastrzelony przez policję.
- 2020 – W wyniku eksplozji saletry amonowej w magazynie portu w Bejrucie zginęły 204 osoby, a ponad 7,5 tys. odniosło obrażenia.
- 2021 – W czołowym zderzeniu dwóch pociągów pasażerskich w miejscowości Milavče w zachodnich Czechach zginęły 3 osoby, a 67 zostało rannych.

## Urodzili się
- 1135 – Humbert III, hrabia Sabaudii, błogosławiony (zm. 1189)
- 1222 – Richard de Clare, angielski możnowładca (zm. 1262)
- 1290 – Leopold I Habsburg, książę Austrii (zm. 1326)
- 1521 – Urban VII, papież (zm. 1590)
- 1561 – John Harington, angielski prozaik, poeta, wynalazca (zm. 1612)
- 1594 – Aleksander Ludwik Radziwiłł, marszałek wielki litewski (zm. 1654)
- 1604 – François Hédelin, francuski dramaturg (zm. 1676)
- 1610 – Cornelis Evertsen (starszy), holenderski admirał (zm. 1666)
- 1647 – Giuseppe Cornaro, doża Wenecji (zm. 1722)
- 1648 – Jean Casimir Baluze, francuski dyplomata (zm. 1718)
- 1664 – Louis Lully, francuski kompozytor (zm. 1734)
- 1687 – Jan Wilhelm Friso, stadhouder w prowincji Fryzja i Groningen, książę Oranii (zm. 1711)
- 1697 – Susanna Wright, amerykańska poetka (zm. 1784)
- 1703 – Ludwik I Burbon-Orleański, książę Orleanu i Montpensier, dowódca wojskowy (zm. 1752)
- 1707 – Johann August Ernesti, niemiecki teolog ewangelicki, filolog, pedagog (zm. 1781)
- 1721 – Granville Leveson-Gower, brytyjski arystokrata, polityk (zm. 1803)
- 1731:
  - Giuseppe Colla, włoski kompozytor (zm. 1806)
  - Piotr Sosnowski, rosyjski malarz (zm. 1853)
- 1755 – Rodrigo de Sousa Coutinho, portugalski polityk, pisarz polityczny (zm. 1812)
- 1757 – Władimir Borowikowski, rosyjski malarz portrecista (zm. 1825)
- 1769:
  - Wasilij Stasow, rosyjski architekt (zm. 1848)
  - Wawrzyniec Surowiecki, polski ekonomista, publicysta, pedagog, działacz oświatowy, historyk, geograf, antropolog (zm. 1827)
- 1770 – François-Étienne Kellermann, francuski generał (zm. 1835)
- 1776 – Pierre-Simon Ballanche, francuski filozof, pisarz (zm. 1847)
- 1780 – Louis Nourrit, francuski śpiewak operowy (tenor) (zm. 1831)
- 1783 – Domingo Caycedo, kolumbijski polityk (zm. 1843)
- 1786 – Dominik Hieronim Radziwiłł, polski ziemianin, pułkownik (zm. 1813)
- 1792:
  - Edward Irving, szkocki duchowny protestancki, wizjoner, mistyk (zm. 1834)
  - Percy Bysshe Shelley, brytyjski poeta, dramaturg (zm. 1822)
- 1798 – Hans Karl Leopold Barkow, niemiecki anatom, fizjolog, wykładowca akademicki (zm. 1873)
- 1800 – Thomas Grubb, irlandzki optyk (zm. 1878)
- 1801 – Augustin-Alexandre Dumont, francuski rzeźbiarz (zm. 1884)
- 1802 – Ludwika Śniadecka, polska działaczka emigracyjna (zm. 1866)
- 1803 – Franz von Winckler, niemiecki posiadacz ziemski, przemysłowiec (zm. 1851)
- 1804 – Alojzy Scrosoppi, włoski zakonnik, święty (zm. 1884)
- 1805 – William Rowan Hamilton, irlandzki matematyk, astronom, fizyk, wykładowca akademicki (zm. 1865)
- 1810 – Maurice de Guérin, francuski poeta (zm. 1839)
- 1811:
  - Stefan Ludwik Kuczyński, polski fizyk, meteorolog, wykładowca akademicki (zm. 1887)
  - Józef Lehr, polski leśnik, działacz gospodarczy (zm. 1892)
- 1812 – Andrzej Seidler-Wiślański, austriacki urzędnik, prezydent Krakowa (zm. 1895)
- 1813 – Alexander von Mensdorff-Pouilly, austriacki polityk, premier Cesarstwa Austriackiego (zm. 1871)
- 1815 – Carl Reinhold August Wunderlich, niemiecki lekarz (zm. 1877)
- 1816 – William Julian Albert, amerykański polityk (zm. 1879)
- 1817 – Frederick Theodore Frelinghuysen, amerykański prawnik, dyplomata, polityk, senator (zm. 1885)
- 1818 – Roman Cichowski, polski ziemianin, wynalazca, polityk (zm. 1889)
- 1820 – Pellegrino Artusi, włoski kupiec, autor książek kucharskich (zm. 1911)
- 1821 – [[Louis Vuitton (projektant mody)|Louis Vuitton]], francuski projektant mody (zm. 1892)
- 1834 – John Venn, brytyjski matematyk, logik, filozof (zm. 1923)
- 1839:
  - Calixto García, kubański generał, bojownik o niepodległość kraju (zm. 1898)
  - Walter Pater, brytyjski pisarz (zm. 1894)
- 1840 – Roman Szymański, polski dziennikarz, publicysta, polityk (zm. 1908)
- 1841 – Franjo Maixner, chorwacki filolog klasyczny (zm. 1903)
- 1843 – Zygmunt Działowski, polski ziemianin, polityk archeolog (zm. 1878)
- 1853:
  - Henryk Piątkowski, polski malarz, grafik, literat, krytyk sztuki (zm. 1932)
  - John Henry Twachtman, amerykański malarz (zm. 1902)
- 1859 – Knut Hamsun, norweski pisarz, laureat Nagrody Nobla (zm. 1952)
- 1861:
  - Henry Head, brytyjski neurolog (zm. 1940)
  - Daniel Edward Howard, liberyjski polityk, prezydent Liberii (zm. 1935)
- 1862 – Dominik Witke-Jeżewski, polski kolekcjoner dzieł sztuki (zm. 1944)
- 1865 – Ludwik Heller, polski kompozytor (zm. 1926)
- 1866 – Witold Niesiołowski, polski zoolog, entomolog (zm. 1954)
- 1872:
  - Anton Baumstark, niemiecki orientalista, wykładowca akademicki (zm. 1948)
  - Otto Erler, niemiecki dramaturg (zm. 1943)
  - Emil Schön, niemiecki szablista (zm. 1945)
- 1873:
  - Joseph Paul-Boncour, francuski polityk, premier Francji (zm. 1972)
  - Alfonsas Petrulis, litewski duchowny katolicki, dziennikarz, polityk (zm. 1928)
- 1874 – Patrick Philbin, brytyjski przeciągacz liny (zm. 1929)
- 1877 – Romuald Jarmułowicz, polski polityk, samorządowiec, senator RP, prezydent Częstochowy (zm. 1944)
- 1879 – Józef Reiss, polski muzykolog (zm. 1956)
- 1880:
  - Werner von Fritsch, niemiecki generał (zm. 1939)
  - Jerzy Loth, polski geograf, etnograf, podróżnik, działacz sportowy, esperantysta (zm. 1967)
- 1882 – Frederick Moloney, amerykański lekkoatleta, płotkarz i sprinter (zm. 1941)
- 1884:
  - Béla Balázs, węgierski krytyk filmowy, estetyk, pisarz (zm. 1949)
  - Henri Cornet, francuski kolarz szosowy (zm. 1941)
- 1886 – Dominik Jędrzejewski, polski duchowny katolicki, męczennik, błogosławiony (zm. 1942)
- 1889:
  - Stanisław Kardaszewicz, polski major (zm. 1940)
  - Ewa Kunina, polska aktorka (zm. 1963)
- 1890:
  - Julianus Wagemans, belgijski gimnastyk (zm. 1965)
  - Erich Weinert, niemiecki poeta, publicysta (zm. 1953)
- 1891 – Marian Czerkawski, polski major (zm. 1940)
- 1892 – Antoni Bolesław Lewandowski, polski polityk, poseł na Sejm RP (zm. 1943)
- 1893 – Ernestine Cobern Beyer, amerykańska poetka, śpiewaczka (zm. 1972)
- 1894:
  - Carlos Coimbra da Luz, brazylijski polityk, prezydent Brazylii (zm. 1961)
  - André Devaux, francuski lekkoatleta, sprinter (zm. 1981)
  - Josef Kuchynka, czechosłowacki piłkarz, trener (zm. 1979)
  - Władysław Sontag, polski major artylerii (zm. 1940)
- 1896 – József Lengyel, węgierski poeta, prozaik (zm. 1975)
- 1897:
  - Aarne Arvonen, fiński superstulatek (zm. 2009)
  - Adolf Heusinger, niemiecki generał (zm. 1982)
  - Eugeniusz Kłoczowski, polski ziemianin, inżynier rolnik, publicysta (zm. 1985)
  - Yvonne McKague Housser, kanadyjska malarka (zm. 1996)
  - Ludwik Patalas, polski porucznik pilot (zm. 1923)
  - Czesław Szperka, polski porucznik piechoty, działacz niepodległościowy (zm. ?)
- 1898 – Ernesto Maserati, włoski kierowca wyścigowy, inżynier (zm. 1975)
- 1899:
  - Alfred Lenica, polski malarz (zm. 1977)
  - Frank Luther, amerykański piosenkarz country (zm. 1980)
  - Stanisław Świętochowski, polski lekkoatleta, dyplomata (zm. 1940)
- 1900:
  - Elżbieta Bowes-Lyon, królowa Wielkiej Brytanii (zm. 2002)
  - Jerzy Him, polsko-brytyjski grafik, ilustrator, plakacista (zm. 1981)
  - Arturo Umberto Illia, argentyński lekarz, polityk, prezydent Argentyny (zm. 1983)
  - Józef Leś, polski rolnik, działacz ludowy, polityk, poseł Sejm Ustawodawczy (zm. 1969)
  - Nabi Tajima, japońska superstulatka (zm. 2018)
  - Jan Kanty Zamoyski, polski hrabia (zm. 1961)
- 1901:
  - Louis Armstrong, amerykański trębacz i wokalista jazzowy (zm. 1971)
  - Emil Buchar, czeski astronom, geodeta (zm. 1979)
  - Paweł Piontek, polski porucznik piechoty, agent Abwehry (zm. 1927)
  - Kurt Thoma, niemiecki komandor (zm. 1971)
  - Jaap Weber, holenderski piłkarz (zm. 1979)
- 1902:
  - Stefan Kostrzewski, polski wszechstronny lekkoatleta, koszykarz (zm. 1999)
  - Tadeusz Meissner, polski kapitan żeglugi wielkiej, polityk, poseł na Sejm PRL (zm. 1966)
  - Roman Motyka, polski hutnik, działacz socjalistyczny i niepodległościowy, polityk, poseł na Sejm Śląski (zm. 1947)
  - Hanka Ordonówna, polska aktorka, piosenkarka, tancerka, poetka, autorka tekstów piosenek (zm. 1950)
- 1903:
  - Tony Gulotta, amerykański kierowca wyścigowy (zm. 1981)
  - Klaus Herrmann, niemiecki pisarz (zm. 1972)
  - Hans-Christoph Seebohm, niemiecki polityk (zm. 1967)
- 1904:
  - Max Fourny, francuski kierowca wyścigowy, wydawca, kolekcjoner dzieł sztuki (zm. 1981)
  - Witold Gombrowicz, polski powieściopisarz, nowelista, dramaturg (zm. 1969)
  - Wacław Górnicki, polski dziennikarz (zm. 1944)
  - Jonasz Stern, polski malarz, grafik pochodzenia żydowskiego (zm. 1988)
- 1905:
  - Boris Aleksandrow, radziecki generał major, kompozytor, dyrygent (zm. 1994)
  - Edgar Bruun, norweski lekkoatleta, chodziarz (zm. 1985)
  - Abeid Amani Karume, zanzibarski i tanzański polityk, prezydent Zanzibaru i wiceprezydent Tanzanii (zm. 1972)
- 1906 – Robert Mazaud, francuski kierowca wyścigowy (zm. 1946)
- 1907:
  - Adolf Hollnagel, niemiecki archeolog (zm. 1975)
  - Karol Kocimski, polsko-amerykański architekt (zm. 1992)
  - Maria Starzewska, polska historyk sztuki (zm. 2004)
  - Mary Washburn, amerykańska lekkoatletka, sprinterka (zm. 1994)
- 1909:
  - Glenn Cunningham, amerykański lekkoatleta, średniodystansowiec (zm. 1988)
  - Saunders Mac Lane, amerykański matematyk (zm. 2005)
  - Zdzisław Pągowski, polski malarz, projektant, scenograf (zm. 1976)
- 1910:
  - Irena Fusek-Forosiewicz, polska śpiewaczka operowa, malarka (zm. 2002)
  - Anita Page, amerykańska aktorka (zm. 2008)
  - William Schuman, amerykański kompozytor (zm. 1992)
  - Siemion Szczetinin, radziecki polityk (zm. 1975)
- 1911:
  - Draper Kauffman, niemiecki kontradmirał (zm. 1979)
  - Hasan Pakrawan, irański generał, polityk (zm. 1979)
- 1912:
  - Genowefa Korska, polska aktorka (zm. 2003)
  - David Raksin, amerykański kompozytor, twórca muzyki filmowej (zm. 2004)
  - Raoul Wallenberg, szwedzki dyplomata (zm. 1947)
- 1913:
  - Robert Hayden, amerykański poeta, eseista, myśliciel (zm. 1980)
  - Jean Saint-Fort Paillard, francuski jeżdziec sportowy (zm. 1990)
  - Adrian Quist, australijski tenisista (zm. 1991)
- 1914:
  - Alfred Kowalkowski, polski literat, urzędnik, działacz kultury (zm. 1983)
  - Adrien Rommel, francuski florecista (zm. 1963)
  - Olga Törös, węgierska gimnastyczka sportowa (zm. 2005)
- 1915:
  - Maria Olszańska, polska tłumaczka literatury szwedzkojęzycznej (zm. 2003)
  - Igor Sawicki, rosyjski malarz, archeolog, etnograf, kolekcjoner dzieł sztuki (zm. 1984)
- 1916 – Jerzy Kalinowski, polsko-francuski filozof, logik-teoretyk, wykładowca akademicki (zm. 2000)
- 1917:
  - Janka Bryl, białoruski pisarz, tłumacz (zm. 2006)
  - John Fitch, amerykański kierowca wyścigowy (zm. 2012)
  - Konstanty Gordon, polski historyk sztuki, grafik, reżyser filmów dokumentalnych (zm. 1983)
  - Tadeusz Ulewicz, polski historyk literatury (zm. 2012)
- 1918 – Sidney Harman, amerykański przedsiębiorca pochodzenia żydowskiego (zm. 2011)
- 1919:
  - Michel Déon, francuski pisarz, dziennikarz (zm. 2016)
  - Robert Göbl, austriacki numizmatyk, wykładowca akademicki (zm. 1997)
  - Józef Lach, polski księgarz, antykwariusz, bibliofil (zm. 1990)
  - Iwan Mokrousow, radziecki żołnierz (zm. 1972)
  - Franciszek Żaak, polski podporucznik łączności, oficer AK, cichociemny (zm. 1944)
- 1920:
  - Stanisław Dąbrowiecki, polski fotograf, fotoreporter (zm. 1983)
  - Adolph Dubs, amerykański dyplomata (zm. 1979)
  - Helen Thomas, amerykańska dziennikarka (zm. 2013)
  - Saturnin Żórawski, polski aktor, reżyser teatralny (zm. 1977)
- 1921:
  - Danuta Brzosko-Mędryk, polska stomatolog, pisarka (zm. 2015)
  - Ryszard Damrosz, polski muzyk, kompozytor, aranżer, dyrygent (zm. 2013)
  - Herb Ellis, amerykański gitarzysta jazzowy (zm. 2010)
  - Maurice Richard, kanadyjski hokeista (zm. 2000)
- 1922:
  - Luis Aponte Martínez, portorykański duchowny katolicki, arcybiskup San Juan, kardynał (zm. 2012)
  - Loro Boriçi, albański piłkarz (zm. 1984)
  - Franco Brusati, włoski reżyser filmowy (zm. 1993)
  - Pawło Sahajdaczny, ukraiński generał major (zm. 2009)
- 1923:
  - Andrew J. Hinshaw, amerykański polityk (zm. 2016)
  - Roman Pachlewski, polski leśnik, botanik (zm. 2002)
  - Jerzy Smyczyński, polski polityk, poseł na Sejm PRL (zm. 1990)
  - Franz Karl Stanzel, austriacki anglista, teoretyk literatury (zm. 2023)
- 1924:
  - Antonio Maccanico, włoski prawnik, polityk (zm. 2013)
  - Paul Noel, amerykański koszykarz (zm. 2005)
  - Franciszek Ryszka, polski historyk, politolog, prawnik (zm. 1998)
  - György Szabad, węgierski historyk, polityk (zm. 2015)
- 1925:
  - Ryszard Kossobudzki, polski żołnierz AK, uczestnik powstania warszawskiego (zm. 2012)
  - Manoł Manołow, bułgarski piłkarz, trener (zm. 2008)
- 1926 – George Bell, amerykański fizyk, biolog, wspinacz (zm. 2000)
- 1927:
  - Gilbert Bauvin, francuski kolarz przełajowy i szosowy
  - Marvin Leonel Esch, amerykański polityk (zm. 2010)
  - Johnny Maddox, amerykański pianista (zm. 2018)
  - Lucjan Sobczyk, polski chemik, fizykochemik (zm. 2023)
- 1928:
  - Ludwik Badian, polski fizyk, materiałoznawca, wykładowca akademicki (zm. 1987)
  - Gerard Damiano, amerykański reżyser filmowy pochodzenia włoskiego (zm. 2008)
  - Christian Goethals, belgijski kierowca wyścigowy (zm. 2003)
  - Zbigniew Iwański, polski lekkoatleta, skoczek w dal (zm. 2019)
  - Flóra Kádár, węgierska aktorka (zm. 2003)
  - Udham Singh, indyjski hokeista na trawie (zm. 2000)
- 1929:
  - Anna Dębska, polska rzeźbiarka (zm. 2014)
  - Raymond Harrison, brytyjski szpadzista (zm. 2000)
  - Wiktor Krasin, rosyjski ekonomista, dysydent, obrońca praw człowieka (zm. 2017)
  - Józef Łabudek, polski działacz państwowy, wicewojewoda katowicki i bielski (zm. 2009)
  - André Sanac, francuski rugbysta (zm. 2015)
  - Janusz Weychert, polski reżyser i scenarzysta filmowy (zm. 2012)
  - Ryszard Zgórecki, polski reżyser i scenarzysta filmowy, twórca filmów dokumentalnych (zm. 1988)
- 1930:
  - Bogdan Adamczyk, polski fizyk, wykładowca akademicki (zm. 2011)
  - Joan McCord, amerykańska socjolog (zm. 2004)
  - Anna Więzik, polska poetka, działaczka PCK (zm. 2011)
- 1931:
  - Ernie Richardson, kanadyjski curler
  - Kazimierz Świtoń, polski związkowiec, działacz opozycji antykomunistycznej, polityk, poseł na Sejm RP (zm. 2014)
  - Tadeusz Werno, polski duchowny katolicki, biskup pomocniczy koszalińsko-kołobrzeski (zm. 2022)
- 1932:
  - Frances E. Allen, amerykańska informatyk (zm. 2020)
  - Hubert Barbier, francuski duchowny katolicki, biskup Annecy, arcybiskup Bourges
  - Ryszard Gryglewski, polski farmakolog (zm. 2023)
  - Irena Starzyńska, polska lekkoatletka, oszczepniczka (zm. 2017)
- 1933:
  - Sheldon Adelson, amerykański przedsiębiorca (zm. 2021)
  - Nathan Brooks, amerykański bokser (zm. 2020)
  - Helmut Juros, polski duchowny katolicki, salwatorianin, teolog, etyk, politolog, profesor nauk humanistycznych (zm. 2025)
  - Lothar Knörzer, niemiecki lekkoatleta, sprinter
- 1934:
  - Andrea Bodó, węgierska gimnastyczka (zm. 2022)
  - Zofia Fischer-Malanowska, polska biolog, ekolog
- 1935:
  - Carol Arthur, amerykańska aktorka (zm. 2020)
  - Luděk Bukač, czeski hokeista, trener (zm. 2019)
  - Jan Tesarz, polski aktor (zm. 2020)
- 1936 – Claude Ballot-Léna, francuski kierowca wyścigowy (zm. 1999)
- 1937:
  - David Bedford, brytyjski kompozytor (zm. 2011)
  - Teodoro Buhain, filipiński duchowny katolicki, biskup pomocniczy Manili (zm. 2024)
  - Yvonne Reynders, belgijska kolarka torowa i szosowa
  - David Seidler, brytyjski dramaturg, scenarzysta filmowy i telewizyjny (zm. 2024)
  - John Tormey, amerykański aktor
- 1938:
  - Bernard Charrier, francuski duchowny katolicki, biskup Tulle
  - John Gainsford, południowoafrykański rugbysta (zm. 2015)
  - Andrzej Jakubik, polski psycholog, psychiatra, wykładowca akademicki (zm. 2021)
  - Hayes Jones, amerykański lekkoatleta, płotkarz
  - Gianni Lonzi, włoski piłkarz wodny
  - Simon Preston, brytyjski organista, klawesynista, dyrygent, kompozytor (zm. 2022)
- 1939:
  - Jack Cunningham, brytyjski polityk
  - Makhdoom Amin Fahim, pakistański polityk (zm. 2015)
  - Jacek Korczakowski, polski poeta, autor tekstów piosenek, scenarzysta, reżyser, kapitan żeglugi wielkiej (zm. 2013)
  - Zygmunt Składanowski, polski fizyk, szermierz, trener (zm. 2022)
  - Frank Vincent, amerykański aktor (zm. 2017)
  - Jerzy Woźniak, polski aktor
- 1940:
  - Zygfryd Witkiewicz, polski pułkownik, profesor nauk chemicznych
  - Émile Zuccarelli, francuski i korsykański polityk
- 1941:
  - Quincey Daniels, amerykański bokser
  - Kaija Mustonen, fińska łyżwiarka szybka
  - Ted Strickland, amerykański polityk
  - Aníbal Tarabini, argentyński piłkarz (zm. 1997)
- 1942:
  - Bernard Barsi, francuski duchowny katolicki, arcybiskup Monako (zm. 2022)
  - Don S. Davis, amerykański aktor, malarz (zm. 2008)
  - David Lange, nowozelandzki polityk, premier Nowej Zelandii (zm. 2005)
- 1943:
  - Vicente Álvarez Areces, hiszpański polityk, prezydent Asturii (zm. 2019)
  - Laura Biagiotti, włoska projektantka mody (zm. 2017)
  - Milan Máčala, czeski piłkarz, trener
  - Michael McCulley, amerykański pilot wojskowy, astronauta
  - Daniel Strož, czeski poeta, publicysta, wydawca, polityk
  - Bjørn Wirkola, norweski skoczek narciarski pochodzenia fińskiego
- 1944:
  - Orhan Gencebay, turecki piosenkarz, muzyk, producent, reżyser, aktor
  - Tibor Tatai, węgierski kajakarz, kanadyjkarz
- 1945:
  - José Belisário da Silva, brazylijski duchowny katolicki, arcybiskup São Luís do Maranhão
  - Giennadij Burbulis, rosyjski polityk (zm. 2022)
  - Corrado Dal Fabbro, włoski bobsleista (zm. 2018)
  - Frank Hansen, norweski wioślarz
  - Zbigniew Łój, polski hokeista na trawie (zm. 2022)
  - Mario Prosperi, szwajcarski piłkarz, bramkarz
- 1946:
  - Ramazan Abdułatipow, rosyjski polityk, dyplomata
  - Adam Błaś, polski prawnik, profesor nauk prawnych, nauczyciel akademicki (zm. 2025)
  - Viorica Dumitru, rumuńska kajakarka
  - Sergio Marqués, hiszpański prawnik, polityk (zm. 2012)
  - Władimir Parszukow, rosyjski zapaśnik (zm. 2001)
  - Faustyn Pérez-Manglano Magro, hiszpański Sługa Boży (zm. 1963)
  - Carlos Augusto Strazzer, brazylijski aktor, reżyser telewizyjny i filmowy (zm. 1993)
  - Anna Szymańska-Kwiatkowska, polska dziennikarka, polityk, poseł na Sejm PRL
- 1947:
  - Hubert Ingraham, bahamski polityk, premier Bahamów
  - Ildo Maneiro, urugwajski piłkarz, trener
  - Klaus Schulze, niemiecki muzyk, członek zespołu Tangerine Dream (zm. 2022)
- 1948:
  - Domingo Díaz Martínez, meksykański duchowny katolicki, arcybiskup Tulacingo
  - Giorgio Parisi, włoski fizyk, wykładowca akademicki, laureat Nagrody Nobla
- 1950:
  - Roberto Esposito, włoski filozof, wykładowca akademicki
  - Caldwell Jones, amerykański koszykarz (zm. 2014)
  - István Jónyer, węgierski tenisista stołowy
  - Wołodymyr Neczajew, ukraiński piłkarz, trener (zm. 2021)
  - Roch Siemianowski, polski aktor, lektor
  - Jens Steffensen, duński piłkarz
- 1951:
  - Andris Bērziņš, łotewski polityk, premier Łotwy
  - Roy Flowers, jamajski perkusista, członek zespołu Sweet Sensations
  - Tadeusz Gaworzewski, polski malarz, rysownik
  - José Luis Trejo, meksykański piłkarz, trener
  - Jerzy Wierchowicz, polski adwokat, polityk, poseł na Sejm RP, sędzia Trybunału Stanu
- 1952:
  - Daniel Bautista, meksykański lekkoatleta, chodziarz
  - Máire Brennan, irlandzka wokalistka, członkini zespołu Clannad
  - Estanislau da Silva, wschodniotimorski polityk, premier Timoru Wschodniego
  - Tadeusz Wojciechowski, polski wiolonczelista, dyrygent
  - Kalina Izabela Zioła, polska poetka, krytyk literacki, animatorka kultury, tłumaczka, dziennikarka
- 1953:
  - Andrzej Jagodziński, polski pianista jazzowy
  - Andrzej Mol, polski reżyser i scenarzysta filmowy
  - Stanisław Pyjas, polski student, działacz opozycji antykomunistycznej (zm. 1977)
  - Antonio Tajani, włoski polityk
- 1954:
  - Anatolij Kinach, ukraiński polityk, premier Ukrainy
  - Jan Orkisz, polski samorządowiec, polityk, poseł na Sejm RP
- 1955:
  - Silva Golde, łotewska pedagog, polityk (zm. 2013)
  - Dariusz Lipiński, polski fizyk, wykładowca akademicki, polityk, poseł na Sejm RP
  - Luigi Lovaglio, włoski bankowiec
  - Przemysław Pahl, polski perkusista, członek zespołów Lombard i Turbo
  - Steingrímur J. Sigfússon, islandzki polityk, przewodniczący Althingu
  - Marian Surdacki, polski historyk, wykładowca akademicki
  - Billy Bob Thornton, amerykański aktor
- 1956:
  - Giovanni Burtone, włoski lekarz, polityk
  - Márta Egervári, węgierska gimnastyczka
  - Joni Huntley, amerykańska lekkoatletka, skoczkini wzwyż
  - Zygmunt Solorz-Żak, polski przedsiębiorca
  - Meg Whitman, amerykańska bizneswoman, polityk
- 1957:
  - Rob Andrews, amerykański polityk
  - Olaf Beyer, niemiecki lekkoatleta, średniodystansowiec
  - Hilbert van der Duim, holenderski łyżwiarz szybki
  - Andrzej Dylewski, polski perkusista
  - Ivanas Romanovas, litewski kolarz szosowy i torowy pochodzenia rosyjskiego
  - Valdis Valters, łotewski koszykarz
  - John Wark, szkocki piłkarz
- 1958:
  - Mary Decker, amerykańska lekkoatletka, biegaczka średnio- i długodystansowa
  - Greg Foster, amerykański lekkoatleta, płotkarz (zm. 2023)
  - Jarmo Kärnä, fiński lekkoatleta, skoczek w dal
  - Andrzej Mientus, polski piłkarz ręczny, bramkarz
  - Roman Mosior, polski aktor dziecięcy
  - Pita, brazylijski piłkarz, trener
  - Phil Scott, amerykański polityk, gubernator stanu Vermont
  - Silwan Szalom, izraelski polityk
- 1959:
  - Gerardo Alminaza, filipiński duchowny katolicki, biskup San Carlos
  - Renata Danel, polska piosenkarka, kompozytorka, autorka tekstów, pedagog
  - Jarosław Dumanski, ukraiński piłkarz (zm. 2021)
  - John Gormley, irlandzki nauczyciel, samorządowiec, polityk
  - Mark Kerry, australijski pływak
  - Małgorzata Zielińska, polska urzędniczka państwowa
- 1960:
  - Olli Huttunen, fiński piłkarz, bramkarz, trener
  - José Luis Rodríguez Zapatero, hiszpański polityk, premier Hiszpanii
  - Helena Sabaj, polska lekkoatletka, biegaczka średnio- i długodystansowa
- 1961:
  - Pumpuang Duangjan, tajska aktorka, piosenkarka (zm. 1992)
  - Bożena Gniedziuk, polska piłkarka ręczna (zm. 2014)
  - Andrij Kurhanski, ukraiński przedsiębiorca, polityk, działacz piłkarski
  - Chris Landreth, amerykański twórca filmów animowanych
  - Barack Obama, amerykański polityk, senator, prezydent USA, laureat Pokojowej Nagrody Nobla pochodzenia kenijskiego
  - Lauren Tom, amerykańska aktorka
- 1962:
  - Yoshihiro Kitazawa, japoński łyżwiarz szybki
  - Lori Lightfoot, amerykańska polityk, burmistrz Chicago
  - Jáchym Topol, czeski prozaik, poeta, publicysta
- 1963:
  - Audilio Aguilar, panamski duchowny katolicki, biskup Colón-Kuna Yala i Santiago de Veraguas
  - Oldřich Machala, czeski piłkarz, trener
  - Vidmantas Mališauskas, litewski szachista
  - Ivan Pilip, czeski ekonomista, przedsiębiorca, polityk
  - Dariusz Stenka, polski żużlowiec
- 1964:
  - Elizabeth Johnston Kostova, amerykańska pisarka
  - Sebastian Roché, francuski aktor
  - Anna Sui, amerykańska projektantka mody
- 1965:
  - Adam Afriyie, brytyjski przedsiębiorca, polityk pochodzenia ghańskiego
  - Anastasija, rosyjska piosenkarka, kompozytorka
  - Neus Asensi, hiszpańska aktorka
  - Vishal Bhardwaj, indyjski reżyser i scenarzysta filmowy, kompozytor
  - Terri Lyne Carrington, amerykańska wokalistka, kompozytorka, perkusistka
  - Crystal Chappell, amerykańska perkusistka
  - Dennis Lehane, amerykański pisarz, scenarzysta filmowy
  - Fredrik Reinfeldt, szwedzki polityk, premier Szwecji
  - Bart van Roijen, kanadyjski duchowny katolicki, biskup Corner Brook i Labrador pochodzenia holenderskiego
  - Yumiko Shige, japońska żeglarka sportowa (zm. 2018)
  - Michael Skibbe, niemiecki piłkarz, trener
- 1966:
  - Germán Carrasquilla, kolumbijski strzelec sportowy
  - Corrado Hérin, włoski saneczkarz, kolarz górski (zm. 2019)
  - Enver Idrizi, chorwacki karateka, działacz społeczny, aktor pochodzenia albańskiego
  - Luc Leblanc, francuski kolarz szosowy
  - Scott Melville, amerykański tenisista
  - James Tupper, kanadyjski aktor
- 1967:
  - Timothy Adams, amerykański aktor, model
  - Marcelo Filippini, urugwajski tenisista
  - Arbaaz Khan, indyjski aktor
  - Ilian Kiriakow, bułgarski piłkarz, trener i działacz piłkarski
  - Michael Marsh, amerykański lekkoatleta, sprinter
  - Andrea Nuti, włoski lekkoatleta, sprinter
  - Wilfried Pallhuber, włoski biathlonista
  - Dijan Petkow, bułgarski piłkarz, trener
  - Christel Schaldemose, duńska historyk, polityk
  - Jana Sorgers, niemiecka wioślarka
- 1968:
  - Daniel Dae Kim, amerykański aktor pochodzenia koreańskiego
  - Artur Krajewski, polski aktor
  - Hiroshi Kurotaki, japoński pianista
  - Marcus Schenkenberg, szwedzki model, aktor, piosenkarz, scenarzysta pochodzenia holenderskiego
- 1969:
  - Max Cavalera, brazylijski gitarzysta, wokalista, członek zespołów: Sepultura, Nailbomb, Soulfly, Cavalera Conspiracy i Killer Be Killed
  - Michael DeLuise, amerykański aktor, reżyser filmowy
  - Dariusz Kurzelewski, polski aktor
  - Diego Latorre, argentyński piłkarz
- 1970:
  - Steve House, amerykański alpinista, himalaista, przewodnik górski
  - Hakeem Jeffries, amerykański polityk, kongresmen
  - Ron Lester, amerykański aktor (zm. 2016)
  - Kristin Kay Willits, amerykańska aktorka, tancerka, modelka
- 1971:
  - Gianluca Capitano, włoski kolarz torowy
  - Jeff Gordon, amerykański kierowca wyścigowy
  - Ryszard Majer, polski samorządowiec, polityk, senator RP
  - Mandy Poitras, kanadyjska kolarka torowa
- 1972:
  - Michael Grant, amerykański bokser
  - Dan Payne, kanadyjski aktor
- 1973:
  - Yoelbi Quesada, kubański lekkoatleta, trójskoczek
  - Marek Penksa, słowacki piłkarz
  - Jolanta Turczynowicz-Kieryłło, polska prawnik, działaczka samorządowa, szachistka
- 1974:
  - Kily González, argentyński piłkarz
  - Jerzy (Pańkowski), polski duchowny prawosławny, biskup warszawsko-bielski
  - Miyū Yamamoto, japońska zapaśniczka
- 1975:
  - Andy Hallett, amerykański aktor (zm. 2009)
  - Nikolaos Limberopulos, grecki piłkarz
  - Ilkka Villi, fiński pisarz, aktor
- 1976:
  - Brandon Eggum, amerykański zapaśnik
  - Grzegorz Karpiński, polski prawnik, samorządowiec, polityk, poseł na Sejm RP
  - Michał Piotrowski, polski dziennikarz, poeta
  - Anna Krystyna Sarniak, polska brydżystka
  - Jacek Wiśniewski, polski trener siatkówki, samorządowiec, prezydent Mielca
- 1977:
  - Sandra Mandir, chorwacka koszykarka
  - Luís Boa Morte, portugalski piłkarz
  - Marek Heinz, czeski piłkarz
  - Jean-Michel Sama Lukonde, kongijski polityk, premier Demokratycznej Republiki Konga
  - Ołeksandr Szymko, ukraiński kompozytor, pianista
- 1978:
  - Marco Bocci, włoski aktor
  - Mick Cain, amerykański aktor
  - Agnė Eggerth, litewska lekkoatletka, sprinterka
  - Duane Ludwig, amerykański zawodnik sztuk walki
  - Ricardo Serrano, hiszpański kolarz szosowy
  - Per-Åge Skrøder, norweski hokeista
- 1979:
  - Magdalena Gwizdoń, polska biathlonistka
  - Cahangir Həsənzadə, azerski piłkarz, bramkarz
  - Kavan Reece, amerykański aktor
  - Nina Solheim, norweska taekwondzistka
  - Bo Svensson, duński piłkarz
  - Patryk Sztyber, polski gitarzysta, wokalista, kompozytor, członek zespołów Nomad i Behemoth
- 1980:
  - Fabian Döttling, niemiecki szachista
  - Grzegorz Bronowicki, polski piłkarz
  - Benjamin Köhler, niemiecki piłkarz
  - Elkin Soto, kolumbijski piłkarz
  - Iva Straková, czeska lekkoatletka, skoczkini wzwyż
- 1981:
  - Benjamin Boukpeti, togijski kajakarz górski
  - Erica Carlson, szwedzka aktorka
  - Nicolas Charbonnier, francuski żeglarz sportowy
  - Ismael Fuentes, chilijski piłkarz
  - Tapio Luusua, fiński narciarz dowolny
  - Meghan Markle, amerykańska aktorka, księżna Susseksu
  - Melanie Münch, niemiecka wokalistka, członkini zespołu Groove Coverage
  - Abigail Spencer, amerykańska aktorka
  - Ayumi Tanimoto, japońska judoczka
- 1982:
  - Pablo Brenes, kostarykański piłkarz
  - Anna Małgorzata Czarnecka, polska lekarz, biolog, profesor nauk medycznych
  - Juliette Haigh, nowozelandzka wioślarka
  - Magdalena Radwan, polska koszykarka
- 1983:
  - Greta Gerwig, amerykańska aktorka
  - Nauman Karim, pakistański bokser
  - Mariusz Wlazły, polski siatkarz
- 1984:
  - Mardy Collins, amerykański koszykarz
  - Natalja Ławrowa, rosyjska gimnastyczka sportowa (zm. 2010)
  - Maria Szymańska, polska szachistka
  - Caroline Wensink, holenderska siatkarka
- 1985:
  - Dasza Astafjewa, ukraińska modelka, piosenkarka
  - Pak Hyon-suk, południowokoreańska sztangistka
  - Antonio Valencia, ekwadorski piłkarz
- 1986:
  - Cicinho, brazylijski piłkarz
  - Oleg Iwanow, rosyjski piłkarz
  - Luke Patience, brytyjski żeglarz sportowy
  - Yoon Jin-hee, południowokoreańska sztangistka
- 1987:
  - Aleksa Bečić, czarnogórski polityk, przewodniczący Parlamentu Czarnogóry
  - Ji Jing, chińska sztangistka
  - Andriej Kiriuchin, rosyjski hokeista (zm. 2011)
  - Aleksandra Liashenko, ukraińska tancerka baletowa
  - Marreese Speights, amerykański koszykarz
  - Robert Wandor, polski judoka
  - Phil Younghusband, filipiński piłkarz
- 1988:
  - Rosario Agrillo, włoski wioślarz
  - Daniel Carriço, portugalski piłkarz
  - Hilde-Katrine Engeli, norweska snowboardzistka
  - Anna Jamróz, polska modelka, zdobywczyni tytułu Miss Polski
  - Julia Kröger, niemiecka wioślarka
  - Juliana De Souza Nogueira, brazylijska siatkarka
  - Alicia Rue, amerykańska lekkoatletka, tyczkarka
- 1989:
  - Taylor Brown, amerykański koszykarz
  - Tomasz Kaczor, polski kajakarz
  - Myriam Kloster, francuska siatkarka
  - Jessica Mauboy, australijska piosenkarka, autorka tekstów, aktorka
  - Martha McCabe, kanadyjska pływaczka
  - Wang Hao, chiński szachista
- 1990:
  - Anita Bekus, polska zawodniczka sportów walki
  - Kristinn Jónsson, islandzki piłkarz
  - David Lama, austriacki wspinacz pochodzenia nepalskiego (zm. 2019)
  - Dawid Lampart, polski żużlowiec
  - Hosejn Nuri, irański zapaśnik
  - Oh Yeon-ji, południowokoreańska pięściarka
  - Aljaž Struna, słoweński piłkarz
- 1991:
  - Lena Dürr, niemiecka narciarka alpejska
  - Izet Hajrović, bośniacki piłkarz
  - Dakota North, australijski żużlowiec
- 1992:
  - Tetori Dixon, amerykańska siatkarka
  - Tiffany Evans, amerykańska piosenkarka, autorka tekstów
  - Daniele Garozzo, włoski florecista
  - Cole Sprouse, amerykański aktor
  - Dylan Sprouse, amerykański aktor
- 1993:
  - Saido Berahino, angielski piłkarz pochodzenia burundyjskiego
  - Annika Holopainen, fińska koszykarka
  - Olga Kalicka, polska aktorka
  - Simen Spieler Nilsen, norweski łyżwiarz szybki
  - Anna Szewczenko, kazachska biegaczka narciarska
- 1994:
  - Emilija Baranac, kanadyjska aktorka, modelka
  - Madison Bugg, amerykańska siatkarka
  - Mohamed Elyounoussi, norweski piłkarz pochodzenia marokańskiego
  - Lana Pačkovski, chorwacka koszykarka
  - Kristian Pedersen, duński piłkarz
  - Matt Thomas, amerykański koszykarz
  - Blati Touré, burkiński piłkarz
- 1995:
  - Friedrich Pretorius, południowoafrykański lekkoatleta, wieloboista
  - Ilja Sorokin, rosyjski hokeista, bramkarz
  - Marko Tejić, serbski koszykarz
  - Eduard Zacharczenko, ukraiński hokeista, bramkarz
- 1996:
  - Bartosz Jankowski, polski koszykarz
  - Jakub Kąkol, polski futsalista
- 1997:
  - Laurence Beauregard, kanadyjska zapaśniczka
  - Bence Halász, węgierski lekkoatleta, młociarz i dyskobol
  - Miye Oni, amerykański koszykarz pochodzenia nigeryjskiego
  - Jekatierina Riabowa, rosyjska piosenkarka
  - Natalia Strzałka, polska zapaśniczka
- 1998:
  - Aurora Campagna, włoska zapaśniczka
  - Lil Skies, amerykański raper, autor tekstów
- 1999:
  - Kelly Gould, amerykańska aktorka
  - Roberto Meraz, meksykański piłkarz
  - Saku Ylätupa, fiński piłkarz
  - Zhang Yuting, chińska łyżwiarka szybka, specjalistka short tracku
- 2000:
  - Gabriela Agúndez, meksykańska skoczkini do wody
  - Alejandro Marqués, wenezuelski piłkarz
  - Jackson Porozo, ekwadorski piłkarz
- 2001 – Mac Forehand, amerykański narciarz dowolny
- 2002:
  - Antoni Klimek, polski piłkarz
  - Kieron Williamson, brytyjski malarz
- 2003 – William Osula, duński piłkarz pochodzenia nigeryjskiego
- 2004:
  - Anton Korczuk, ukraiński skoczek narciarski
  - Pan Zhanle, chiński pływak

## Zmarli
- 785 – Al-Mahdi, kalif z dynastii Abbasydów (ur. ?)
- 1060 – Henryk I, król Francji (ur. 1008)
- 1265 – Polegli w bitwie pod Evesham:
  - Henry de Montfort, angielski możnowładca, lord strażnik Pięciu Portów (ur. 1238)
  - Peter de Montfort, angielski możnowładca, spiker Izby Gmin (ur. 1215)
  - Simon Montfort, angielski możnowładca, hrabia Leicester i Chester, lord wielki steward (ur. 1208)
- 1306 – Wacław III, król Węgier, Czech i Polski (ur. 1289)
- 1378 – Galeazzo II Visconti, władca Mediolanu (ur. ok. 1320)
- 1404 – Gerard VI, hrabia Holsztynu, książę Szlezwika (ur. ok. 1367)
- 1525 – Andrea della Robbia, włoski rzeźbiarz (ur. 1435)
- 1526 – Juan Sebastián Elcano, baskijski odkrywca (ur. 1476)
- 1542 – Pomponio Cecci, włoski duchowny katolicki biskup Civita Castellana oraz Nepi i Sutri, wikariusz generalny Rzymu, kardynał (ur. ?)
- 1566 – Girolamo della Robbia, włoski rzeźbiarz, emalier, architekt (ur. 1488)
- 1578 – Sebastian I Aviz, król Portugalii (ur. 1554)
- 1598 – William Cecil, angielski arystokrata, polityk (ur. 1520)
- 1629:
  - Andrea Baroni Peretti, włoski kardynał (ur. 1572)
  - Janusz Zasławski, polski książę, starosta, sędzia kapturowy, wojewoda, polityk (ur. ?)
- 1639 – Juan Ruiz de Alarcón, meksykański dramaturg (ur. ok. 1581)
- 1671 – (lub 3 sierpnia) Antonio Barberini, włoski duchowny katolicki, arcybiskup Reims, kardynał (ur. 1608)
- 1683 – Turhan Hatice Sultan, matka sułtana Mehmeda IV (ur. 1627)
- 1699 – Maria Zofia von Pfalz-Neuburg, królowa portugalska (ur. 1666)
- 1709 – Elżbieta Amalia z Hesji-Darmstadt, elektorowa palatynacka (ur. 1635)
- 1743 – Charles Emil Lewenhaupt, szwedzki generał (ur. 1691)
- 1753 – Gottfried Silbermann, niemiecki budowniczy organów (ur. 1683)
- 1778 – Pierre de Rigaud, francuski administrator kolonialny (ur. 1698)
- 1792 – John Burgoyne, brytyjski generał, dramaturg (ur. 1722)
- 1795 – Francisco Bayeu, hiszpański malarz (ur. 1734)
- 1807 – Kazimierz Konstanty Plater, polski hrabia, rotmistrz, polityk (ur. 1749)
- 1816 – François-André Vincent, francuski malarz (ur. 1746)
- 1818 – Tom Molineaux, amerykański bokser (ur. 1784)
- 1821 – William Floyd, amerykański polityk (ur. 1734)
- 1822 – Kristjan Jaak Peterson, estoński poeta, językoznawca (ur. 1801)
- 1831 – Beniamin Repphan, polski przemysłowiec pochodzenia niemieckiego (ur. 1769)
- 1834 – William Johnson, amerykański prawnik (ur. 1771)
- 1844:
  - Jacob Aall, norweski pisarz, uczony, polityk (ur. 1773)
  - Ludwik Kropiński, polski generał brygady, poeta, dramaturg, prozaik (ur. 1767)
- 1850 – Ignacy Prądzyński, polski generał, inżynier wojskowy, wódz naczelny powstania listopadowego (ur. 1792)
- 1859 – Jan Maria Vianney, francuski duchowny katolicki, mistyk, święty (ur. 1786)
- 1864 – Wawrzyniec Lewandowski, polski duchowny katolicki, uczestnik powstania styczniowego (ur. 1831)
- 1865 – William Edmondstoune Aytoun, szkocki poeta, humorysta (ur. 1813)
- 1867 – Phan Thanh Giản, wietnamski polityk (ur. 1796)
- 1870:
  - Alexandre-Édouard Kierzkowski, kanadyjski wojskowy, inżynier, polityk pochodzenia polskiego (ur. 1816)
  - Jan Kanty Turski, polski poeta, prozaik, dramaturg, publicysta (ur. 1832)
- 1874 – Otto Hesse, niemiecki matematyk, wykładowca akademicki (ur. 1811)
- 1875 – Hans Christian Andersen, duński prozaik, poeta, baśniopisarz (ur. 1805)
- 1877 – Gustaw von Holstein-Gottorp-Vasa, szwedzki arystokrata, austriacki feldmarszałek-lejtnant (ur. 1799)
- 1886 – Samuel J. Tilden, amerykański prawnik, polityk (ur. 1814)
- 1890 – Ivan Mažuranić, chorwacki poeta, językoznawca, polityk (ur. 1814)
- 1892:
  - Leopold Carl Müller, austriacki malarz, rysownik (ur. 1834)
  - Ernestine Rose, amerykańska feministka pochodzenia polsko-żydowskiego (ur. 1810)
- 1898 – Jan Górski, polski szlachcic, agronom (ur. 1827)
- 1900:
  - Étienne Lenoir, francuski wynalazca pochodzenia belgijskiego (ur. 1822)
  - Isaak Lewitan, rosyjski malarz pochodzenia żydowskiego (ur. 1860)
- 1903 – Franciszek Kasparek, polski prawnik, wykładowca akademicki (ur. 1844)
- 1904 – Karol Hertz, polski nauczyciel, matematyk, publicysta pochodzenia żydowskiego (ur. 1842)
- 1905 – Walther Flemming, niemiecki anatom, biolog, wykładowca akademicki (ur. 1843)
- 1906:
  - John Manners, brytyjski arystokrata, polityk (ur. 1818)
  - Daniel Wesson, amerykański wynalazca i konstruktor broni strzeleckiej (ur. 1825)
- 1908 – Giuseppe Chiarini, włoski pisarz, krytyk literacki (ur. 1833)
- 1909 – Ludwik Młokosiewicz, polski zoolog, botanik, podróżnik, odkrywca, wspinacz (ur. 1831)
- 1911 – Emil Michał Przychodzki, polski psychiatra, poeta (ur. 1864)
- 1914:
  - Hubertine Auclert, francuska feministka (ur. 1848)
  - Jules Lemaître, francuski krytyk literacki, dramaturg (ur. 1853)
- 1915 – Jan Wojtkiewicz, polski podporucznik Legionów Polskich (ur. 1888)
- 1916 – Fryderyk Jansoone, francuski franciszkanin, błogosławiony (ur. 1838)
- 1917 – Noel Chavasse, brytyjski kapitan, lekarz (ur. 1884)
- 1919 – Dmytro Witowski, ukraiński dowódca wojskowy, polityk (ur. 1877)
- 1920:
  - Marian Bąk, polski harcerz (ur. 1902)
  - Władysław Jerzykiewicz, polski przedsiębiorca, polityk (ur. 1837)
  - Władimir Riebikow, rosyjski kompozytor (ur. 1866)
  - Karol Wądołkowski, polski porucznik, harcerz (ur. 1893)
- 1922:
  - İsmail Enver, turecki wojskowy, polityk (ur. 1881)
  - Dawid Frischmann, żydowski prozaik, poeta, eseista, krytyk literacki, tłumacz (ur. 1859)
- 1925:
  - Roman Cieszyński, polski rotmistrz (ur. 1891)
  - Arthur von Gerlach, niemiecki reżyser teatralny i filmowy (ur. 1876)
- 1927 – Eugène Atget, francuski fotografik (ur. 1857)
- 1928 – Józef Polak, polski lekarz higienista, działacz społeczny (ur. 1857)
- 1929 – Carl Auer von Welsbach, austriacki chemik, wykładowca akademicki (ur. 1858)
- 1930:
  - Sebastian Gebhard Messmer, amerykański duchowny katolicki, arcybiskup Milwaukee pochodzenia szwajcarskiego (ur. 1847)
  - Siegfried Wagner, niemiecki kompozytor, dyrygent, reżyser (ur. 1869)
- 1931:
  - Sławomir Czerwiński, polski pedagog, polityk, minister wyznań religijnych i oświecenia publicznego (ur. 1885)
  - Marie Wittich, niemiecka śpiewaczka operowa (sopran) (ur. 1868)
- 1932:
  - Stanisław Biały, polski kapitan rezerwy artylerii, prawnik, polityk, senator RP (ur. 1868)
  - Alfred Henry Maurer, amerykański malarz (ur. 1868)
- 1933:
  - Aleksander Marian Ryl, polski farmaceuta, działacz społeczny, filantrop (ur. 1870)
  - Wiesław Stanisławski, polski taternik (ur. 1909)
- 1935:
  - Jan Sas-Zubrzycki, polski architekt, teoretyk architektury, wykładowca akademicki (ur. 1860)
  - Ludwik Strugała, polski podpułkownik dyplomowany piechoty (ur. 1894)
- 1936 – Wincenty Rubiols Castelló, hiszpański duchowny katolicki, męczennik, błogosławiony (ur. 1874)
- 1937 – Helena Brodowska, polska działaczka komunistyczna pochodzenia żydowskiego (ur. 1888)
- 1938:
  - Rudolf G. Binding, niemiecki poeta, prozaik (ur. 1867)
  - Jan Feliks Jakubowski, polski historyk, archiwista, wykładowca akademicki (ur. 1874)
  - Pearl White, amerykańska aktorka (ur. 1889)
- 1940:
  - Joaquina Maria Mercedes Barcelo Pages, hiszpańska zakonnica, Służebnica Boża (ur. 1857)
  - Dmitrij Fiłosofow, rosyjski publicysta, krytyk literacki, emigrant polityczny (ur. 1872)
  - Abram Goc, rosyjski polityk pochodzenia żydowskiego (ur. 1882)
  - Ze’ew Żabotyński, żydowski lider syjonistyczny, dziennikarz, pisarz, założyciel Legionu Żydowskiego (ur. 1880)
- 1941:
  - Mihály Babits, węgierski poeta, publicysta, tłumacz (ur. 1883)
  - Michaił Grulenko, radziecki polityk (ur. 1904)
  - Piotr Lubawin, radziecki polityk (ur. 1896)
- 1942:
  - Arthur Vernon Davies, brytyjski polityk (ur. 1872)
  - Henryk Krzysztofik, polski kapucyn, męczennik, błogosławiony (ur. 1908)
  - Kazimierz Zdziechowski, polski ziemianin, pisarz, publicysta, krytyk literacki (ur. 1878)
- 1943 – Siemion Rudniew, radziecki generał major, dowódca partyzancki (ur. 1899)
- 1944 – Polegli w powstaniu warszawskim:
  - Krzysztof Kamil Baczyński, polski poeta, podchorąży, żołnierz AK (ur. 1921)
  - Aleksander Bojemski, polski architekt (ur. 1885)
  - Ignacy Grabowski, polski kamienicznik, działacz społeczny (ur. 1873)
  - Tadeusz Kubalski, polski harcmistrz, podporucznik, żołnierz AK (ur. 1907)
  - Antoni Owsionka, polski doktor praw, major łączności (ur. 1892)
  - Stefan Pakuła, polski podporucznik, żołnierz AK (ur. 1922)
  - Zbigniew Rosner, polski sierżant, żołnierz AK (ur. 1927)
  - Maria Wocalewska, polska harcmistrzyni, wiceprzewodnicząca ZHP (ur. 1885)
  - Ryszard Zarzycki, polski harcmistrz, podporucznik, żołnierz AK (ur. 1919)
- 1944 – Wiera Oboleńska, rosyjska uczestniczka francuskiego ruchu oporu (ur. 1911)
- 1945 – Gerhard Gentzen, niemiecki matematyk, logik, wykładowca akademicki (ur. 1909)
- 1946 – Deng Fa, chiński polityk komunistyczny (ur. 1906)
- 1948:
  - Mileva Marić, serbska matematyk, fizyk (ur. 1875)
  - Kristoffer Olsen, norweski żeglarz sportowy (ur. 1883)
  - Voldemārs Salnais, łotewski polityk, dyplomata (ur. 1886)
  - Enrico Sibilia, włoski kardynał, nuncjusz apostolski (ur. 1861)
- 1949 – Sezefredo da Costa, brazylijski piłkarz (ur. 1912)
- 1951 – Ernst von Weizsäcker, niemiecki dyplomata (ur. 1882)
- 1953 – Aleksy Ćwiakowski, polski prawnik, polityk, poseł na Sejm RP (ur. 1895)
- 1956 – Grigorij Szajn, radziecki astronom (ur. 1892)
- 1957:
  - Washington Luís, brazylijski polityk, prezydent Brazylii (ur. 1869)
  - Lumley Lyster, brytyjski wiceadmirał (ur. 1888)
- 1958:
  - Ethel Anderson, brytyjska poetka (ur. 1883)
  - Mario Zanin, włoski duchowny katolicki, arcybiskup, nuncjusz apostolski (ur. 1890)
- 1959 – József Révai, węgierski polityk komunistyczny pochodzenia żydowskiego (ur. 1898)
- 1960:
  - Franciszek Cebulak, polski piłkarz (ur. 1906)
  - Artur Tadeusz Müller, polski kompozytor, pianista, dyrygent (ur. 1893)
- 1961:
  - Jan Napora, polski hutnik, polityk, poseł na Sejm PRL (ur. 1894)
  - Maurice Tourneur, francuski reżyser, scenarzysta i producent filmowy (ur. 1873)
- 1962 – Jean Brichaut, belgijski piłkarz (ur. 1911)
- 1965:
  - Stanisław Roman, polski historyk prawa, wykładowca akademicki (ur. 1918)
  - Ján Vojtaššák, słowacki duchowny katolicki, biskup spiski (ur. 1877)
- 1966:
  - Bernard Ber Mark, polski historyk, publicysta, działacz komunistyczny pochodzenia żydowskiego (ur. 1908)
  - John Northcott, australijski generał, urzędnik państwowy (ur. 1890)
- 1967:
  - Jorge Debravo, kostarykański poeta (ur. 1938)
  - Benoît Falchetto, francuski kierowca wyścigowy (ur. 1885)
- 1969 – Justin James Field, brytyjski duchowny katolicki posługujący na Grenadzie, biskup Saint George’s (ur. 1899)
- 1970:
  - Edmond Audemars, szwajcarski kolarz torowy i szosowy (ur. 1882)
  - John Huettner, amerykański żeglarz sportowy, aktor (ur. 1906)
  - Michał Marzyński, polski psychiatra (ur. 1900)
- 1971 – Antonina Salamon, polska działaczka komunistyczna i społeczna (ur. 1893)
- 1972 – Tor Norberg, szwedzki gimnastyk (ur. 1888)
- 1973:
  - Eddie Condon, amerykański gitarzysta jazzowy (ur. 1905)
  - Gustav Freij, szwedzki zapaśnik (ur. 1922)
- 1974:
  - Józef Kondrat, polski aktor (ur. 1902)
  - Edwin Thacker, południowoafrykański lekkoatleta, skoczek wzwyż (ur. 1913)
- 1975 – Józef Meder, polski matematyk, wykładowca akademicki (ur. 1905)
- 1976:
  - Nikołaj Pokrowski, radziecki dowódca partyzancki, polityk (ur. 1909)
  - Roy Thomson, kanadyjski magnat prasowy (ur. 1894)
- 1977:
  - Edgar Douglas Adrian, brytyjski fizjolog, laureat Nagrody Nobla (ur. 1889)
  - Ernst Bloch, niemiecki filozof marksistowski, teolog ateistyczny (ur. 1885)
- 1978:
  - Lila Brik, rosyjska rzeźbiarka, reżyserka filmowa pochodzenia żydowskiego (ur. 1891)
  - Iwan Lekow, bułgarski językoznawca, slawista, wykładowca akademicki (ur. 1904)
  - Krystjo Mirski, bułgarski reżyser teatralny (ur. 1920)
- 1979 – Ivar Johansson, szwedzki zapaśnik (ur. 1903)
- 1980:
  - Joseph Ashbrook, amerykański astronom, wykładowca akademicki (ur. 1918)
  - Vicente de la Mata, argentyński piłkarz, trener (ur. 1918)
- 1981 – Melvyn Douglas, amerykański aktor (ur. 1901)
- 1982 – Witold Czerwiński, polski ekonomista, prawnik, działacz emigracyjny (ur. 1901)
- 1984:
  - Richard Berger, szwajcarski malarz, grafik, historyk sztuki, interlingwista (ur. 1894)
  - Mary Miles Minter, amerykańska aktorka (ur. 1902)
- 1985 – Don Whillans, brytyjski wspinacz (ur. 1933)
- 1987 – József Fekete, węgierski gimnastyk (ur. 1923)
- 1989 – Paul Murry, amerykański rysownik (ur. 1911)
- 1990:
  - Ian Allison, kanadyjski koszykarz (ur. 1907 lub 1909)
  - Mathias Goeritz, niemiecki malarz, rzeźbiarz (ur. 1915)
  - Janina Szreniawa, polska aktorka (ur. 1904)
- 1991:
  - Jewgienij Dragunow, radziecki konstruktor broni strzeleckiej (ur. 1920)
  - Stanisław Mioduszewski, polski marynarz, pisarz, reportażysta (ur. 1908)
- 1992 – František Tomášek, czeski duchowny katolicki, arcybiskup metropolita praski, prymas Czech (ur. 1899)
- 1993:
  - Nesmith Ankeny, amerykański matematyk, wykładowca akademicki (ur. 1927)
  - Józef Czerniawski, polski aktor (ur. 1914)
  - Kenny Drew, amerykański pianista jazzowy (ur. 1928)
  - Krzysztof Mętrak, polski krytyk literacki i filmowy, poeta, dziennikarz (ur. 1945)
- 1994:
  - Giovanni Spadolini, włoski historyk, dziennikarz, polityk, premier Włoch (ur. 1925)
  - Rolf Greger Strøm, norweski saneczkarz (ur. 1940)
  - Martin Strolz, austriacki narciarz alpejski (ur. 1932)
  - Halina Wittlin, polska polonistka, germanistka, wykładowczyni akademicka (ur. 1900)
- 1995 – Kiiti Morita, japoński matematyk, wykładowca akademicki (ur. 1915)
- 1996:
  - Barbara Bardzka, polska aktorka (ur. 1926)
  - Lew Lemke, rosyjski aktor (ur. 1931)
- 1997 – Jeanne Calment, francuska superstulatka (ur. 1875)
- 1998 – Jurij Artiuchin, rosyjski pułkownik lotnictwa, kosmonauta (ur. 1930)
- 1999:
  - Jelena Jungier, rosyjska aktorka (ur. 1910)
  - Liselott Linsenhoff, niemiecka jeźdźczyni sportowa (ur. 1927)
  - Victor Mature, amerykański aktor (ur. 1913)
  - Ron Wyatt, amerykański pseudoarcheolog (ur. 1933)
- 2000 – Michael Szwarc, polski chemik, wykładowca akademicki pochodzenia żydowskiego (ur. 1909)
- 2001:
  - Marian Horst, polski bakteriolog, epidemiolog (ur. 1917)
  - Władysław Piwowarski, polski duchowny katolicki, socjolog, wykładowca akademicki (ur. 1929)
  - Gwidon Zalejko, polski historyk, wykładowca akademicki (ur. 1962)
- 2002 – Leszek Maruta, polski pisarz, satyryk (ur. 1930)
- 2003:
  - Ray Adams, norweski piosenkarz (ur. 1931)
  - Frederick Chapman Robbins, amerykański pediatra, wirusolog, wykładowca akademicki, laureat Nagrody Nobla (ur. 1916)
  - Pål Arne Fagernes, norweski lekkoatleta, oszczepnik (ur. 1974)
- 2004:
  - Pierre de Chevigné, francuski wojskowy, polityk (ur. 1909)
  - Robert Jennings, brytyjski prawnik, sędzia Międzynarodowego Trybunału Sprawiedliwości (ur. 1913)
  - Ryszard Kincel, polski pisarz, publicysta, tłumacz (ur. 1933)
- 2006:
  - Mike Monty, amerykański aktor (ur. 1936)
  - Wacław Ziółek, polski kat (ur. 1927)
- 2007:
  - Raul Hilberg, amerykański historyk, wykładowca akademicki pochodzenia żydowskiego (ur. 1926)
  - Lee Hazlewood, amerykański piosenkarz (ur. 1929)
  - Katarzyna Pospieszyńska, polska autorka książek kulinarnych (ur. 1930)
  - Julian Radziewicz, polski pedagog, publicysta (ur. 1937)
- 2008:
  - Maria Luisa Cassanmagnago Cerretti, włoska ekonomistka, działaczka samorządowa, polityk (ur. 1929)
  - Johny Thio, belgijski piłkarz (ur. 1944)
- 2009:
  - Jan Charytański, polski duchowny katolicki, teolog (ur. 1922)
  - Jacek Jarosz, polski aktor (ur. 1942)
- 2011 – Naoki Matsuda, japoński piłkarz (ur. 1977)
- 2012:
  - Tadeusz Drab, polski samorządowiec, wicemarszałek województwa dolnośląskiego (ur. 1954)
  - Jan Fajęcki, polski ekonomista, wydawca, polityk, poseł na Sejm PRL (ur. 1922)
  - Arnie Risen, amerykański koszykarz (ur. 1924)
  - Wojciech Zyms, polski dziennikarz (ur. ?)
- 2013:
  - Sherko Bekas, kurdyjski poeta (ur. 1940)
  - Ronny Bruckner, belgijski przedsiębiorca (ur. 1957)
  - Stanisław Kruczek, polski generał brygady (ur. 1924)
  - Renato Ruggiero, włoski prawnik, polityk, dyplomata (ur. 1930)
  - Stanisław Targosz, polski generał pilot, dowódca Sił Powietrznych (ur. 1948)
  - Rifat Teqja, albański muzyk, dyrygent (ur. 1928)
- 2014:
  - James Brady, amerykański polityk (ur. 1940)
  - Krzysztof Marlicz, polski gastroenterolog, profesor nauk medycznych (ur. 1935)
  - Walter Massey, kanadyjski aktor (ur. 1928)
  - Leszek Woszczyński, polski choreograf (ur. 1931)
- 2015:
  - Takashi Amano, japoński fotografik, projektant, akwarysta (ur. 1954)
  - Gilbert Dagron, francuski historyk, bizantynolog, wykładowca akademicki (ur. 1932)
  - Achim Hill, niemiecki wioślarz (ur. 1935)
  - Krystyna Pabjańczyk-Likszo, polska koszykarka (ur. 1940)
  - Billy Sherrill, amerykański muzyk country, autor piosenek, producent muzyczny (ur. 1936)
- 2016:
  - Paweł Domański, polski matematyk, wykładowca akademicki (ur. 1959)
  - Charles Toubé, kameruński piłkarz (ur. 1958)
- 2017:
  - Ryszard Faron, polski aktor, marynarz (ur. 1952)
  - Bogusław Wolniewicz, polski filozof, logik, wykładowca akademicki (ur. 1927)
- 2018:
  - Elżbieta Aleksandrowska, polska krytyk i historyk literatury (ur. 1928)
  - Janusz Hochleitner, polski historyk, wykładowca akademicki (ur. 1966)
  - Alaksandr Kulinkowicz, białoruski muzyk punkrockowy, wokalista, kompozytor, autor tekstów (ur. 1972)
  - Romuald Spychalski, polski śpiewak operowy (tenor) (ur. 1928)
- 2019:
  - Nuon Chea, kambodżański działacz komunistyczny, główny ideolog Czerwonych Khmerów (ur. 1926)
  - Renata Jasińska-Nowak, polska aktorka, reżyserka teatralna (ur. 1953)
  - Harald Nickel, niemiecki piłkarz (ur. 1953)
  - Kazimierz Orzechowski, polski duchowny katolicki, aktor (ur. 1929)
  - Kazimierz Szczygielski, polski geograf, nauczyciel, polityk, poseł na Sejm RP (ur. 1946)
- 2020:
  - Stanisław Pasyk, polski internista, kardiolog, wykładowca akademicki, polityk (ur. 1931)
  - Jan Strelau, polski psycholog, wykładowca akademicki (ur. 1931)
- 2021:
  - Karl Heinz Bohrer, niemiecki literaturoznawca, krytyk literacki, myśliciel, publicysta (ur. 1932)
  - Bogusława Czosnowska, polska aktorka (ur. 1926)
  - Åke Lundqvist, szwedzki aktor (ur. 1936)
  - Graham McRae, nowozelandzki kierowca wyścigowy (ur. 1940)
- 2022:
  - Wojciech Sikora, polski redaktor, publicysta, działacz opozycji antykomunistycznej (ur. 1956)
  - Stanisław Wróbel, polski rolnik, działacz społeczny, Sprawiedliwy wśród Narodów Świata (ur. 1920)
- 2023:
  - Luis Alarcón, chilijski aktor (ur. 1929)
  - Boniface Alexandre, haitański prawnik, polityk, tymczasowy prezydent Haiti (ur. 1936)
  - Andreas Däscher, szwajcarski skoczek narciarski (ur. 1927)
  - Tudor Deliu, mołdawski dziennikarz, nauczyciel, polityk (ur. 1955)
  - Jan Teofil Siciński, polski biolog, botanik, wykładowca akademicki (ur. 1938)
- 2024:
  - Nicodème Anani Barrigah-Benissan, togijski duchowny katolicki, biskup Atakpamé, arcybiskup metropolita Lomé (ur. 1963)
  - Charles Cyphers, amerykański aktor (ur. 1939)
  - Mark Edward, amerykański mentalista, pisarz, konsultant programów telewizyjnych (ur. 1951)
  - Jerzy Karpiński, polski reżyser i montażysta filmowy (ur. 1945)
  - Juan Ramón Martínez, salwadorski piłkarz (ur. 1948)
  - Władysław Rozwadowski, polski prawnik, wykładowca akademicki (ur. 1933)
  - Wojciech Skrzydlewski, polski medioznawca, pedagog, wykładowca akademicki (ur. 1947)
  - Jeremy Strong, brytyjski pisarz, autor literatury dziecięcej i młodzieżowej (ur. 1949)
  - Tsung-Dao Lee, chiński fizyk, laureat Nagrody Nobla (ur. 1926)
- 2025:
  - Laurent Chu Văn Minh, wietnamski duchowny katolicki, biskup pomocniczy Hanoi (ur. 1943)
  - Krzesisława Dubielówna, polska aktorka (ur. 1934)
  - Tomasz Jarosz, polski aktor (ur. 1962)
  - Mario Moronta, wenezuelski duchowny katolicki, biskup Los Teques i San Cristóbal (ur. 1949)
  - Tałgat Musabajew, kazachski pilot wojskowy, generał porucznik lotnictwa, kosmonauta (ur. 1951)
  - Eldar Szengiełaja, gruziński reżyser i scenarzysta filmowy (ur. 1933)
  - Protais Zigiranyirazo, rwandyjski przedsiębiorca, polityk, gubernator Ruhengeri (ur. 1938)